# Deutsche Skimeisterschaften 1901
Die Deutschen Skimeisterschaften für 1901 wurden am 1. Februar im Rahmen der auf drei Tage anberaumten Feldbergrennen ausgetragen. Der Sieg im Skilanglauf über 25 Kilometer ging mit Henry Hoek erstmals an einen deutschen Skiläufer, den Meistertitel im erstmals ausgeschriebenen Sprunglauf gewann der Norweger Bjarne Nilssen.

## Kurze Geschichte
Der Meisterschaftslauf für Deutschland wurde wie bereits im Vorjahr vom Skiclub Schwarzwald ausgeschrieben und kam am ersten Tag des von 1. bis 3. Februar dauernden Feldbergrennens zur Austragung. Die Meisterschaft wurde wie bei der ersten Auflage international ausgeschrieben, das bedeutete, dass sich auch ausländische Sportler daran beteiligen durften und den Titel eines Deutschen Meisters erringen konnten. Der zweite Tag war zwei weiteren Dauerläufen vorbehalten, darunter dem Meisterschaftslauf des Skiklubs Schwarzwald, den ebenfalls Henry Hoek vor Emil Maier aus Menzenschwand für sich entscheiden konnte, während der dritte Tag den Volks-, Jugend- und Damenskiläufen gewidmet war. Traditionsgemäß beteiligten sich an den Wettbewerben die im Elsaß stationierten Jägerbataillone, darüber hinaus hatten sich auch Skiläufer aus Schweden angemeldet.
Der Sieger erhielt als Preis eine Plakette in Form eines goldenen Skis.

## Skilanglauf
| Platz | Sportler   | (Land), Verein, Ort            | Zeit        |
| ----- | ---------- | ------------------------------ | ----------- |
| 1     | Henry Hoek | SC Schwarzwald, Freiburg       | 3:08:00,0 h |
| 2     | ? Wich     | 3. Jägerbataillon Schlettstadt | ?           |
| 3     | ?          |                                | 3:22:00,0 h |
| 4     | ?          |                                | 3:25:00,0 h |

Datum: 1. Februar 1901

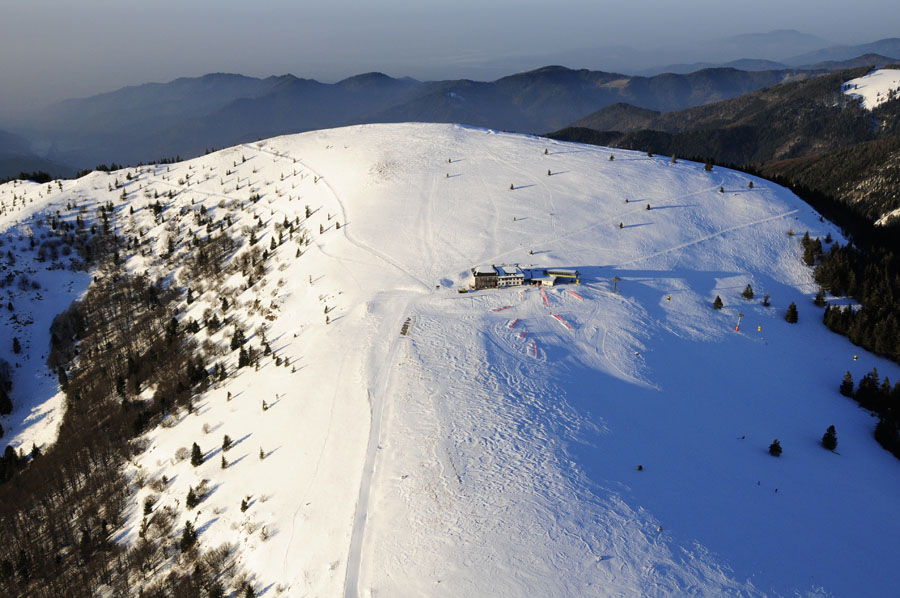
Belchen-Gipfel mit Belchen-Haus, Luftaufnahme 2007

Streckenverlauf: Belchen – Feldberg – Feldberger Hof.
Teilnehmer: Angemeldet: 5; Gestartet: 4; Gewertet: 4;
Der Startpunkt der Strecke befand sich wie im Vorjahr auf dem Gipfel des Belchen (1.414 m). Zum Start fanden sich vier der fünf zum Meisterschaftslauf gemeldeten Skiläufer ein. Der Wettbewerb begann mit einer längeren Abfahrt vom Belchen und führte über eine Länge von 25 Kilometer über den Gipfel des Feldbergs (1.493 m) bis zum Ziel beim Feldberger Hof (1.300 m). Hierbei hatten die Skiläufer insgesamt Abfahrten von 800 Meter und Steigungen von 700 Meter zu bewältigen. Die Schneeverhältnisse wurden als sehr gut beschrieben, jedoch bereiteten die steileren, vom Schnee freigewehten Hänge am Feldberg mit ihren großflächig vereisten Stellen den Skiläufern einige Schwierigkeiten. Trotzdem gelang es dem Sieger Henry Hoek die Laufbestzeit des Vorjahres zu unterbieten. Das Wettrennen gestaltete sich sehr spannend. Nur eine halbe Skilänge hinter dem Sieger lief mit Oberjäger Wich bereits der Zweitplatzierte ins Ziel ein.

## Skispringen
| Platz | Sportler           | (Land), Verein, Ort      | Weite  |
| ----- | ------------------ | ------------------------ | ------ |
| 1     | Bjarne Nilssen     | Norwegen                 | 19,5 m |
| 2     | ? Olsen / Holte    | Norwegen                 | 18,0 m |
| 3     | Oscar Mayer        | SC Schwarzwald, Feldberg | 15,5 m |
| 4     | Arthur Rittmeister | SC Schwarzwald, Freiburg | 15,0 m |
| 5     | Karl Gruber        | SC Schwarzwald, Freiburg | 12,5 m |

Datum: 2. Februar 1900
Skisprungschanze: Feldberghügel
Teilnehmer:
 Angemeldet: ? Teilnehmer;
 Gestartet: ? Teilnehmer;
 Gewertet: 5 Teilnehmer;
Die Meisterschaft für Deutschland im Sprunglauf gewann der in Darmstadt studierende Norweger Bjarne Nilssen mit einer Weite von 19,5 Meter. Nilssen hatte bereits den Sprunglauf im Vorjahr (mit 18,5 Meter) gewonnen, doch zählte dieser noch nicht zur deutschen Meisterschaft. Auf dem zweiten Rang platzierte sich nach unterschiedlichen Angaben sein Landsmann Olsen oder Anders Holte. Dritter wurde mit Oscar Mayer, dem aus der Sektion Todtnau des SCS stammenden Sohn des Feldbergerhofwirtes ein Vertreter des Schwarzwaldes. Dessen Sprung war wie die Freiburger Zeitung anmerkte an Haltung und Eleganz denen der Norweger ebenbürtig. Den fünften Platz konnte der bekannte Freiburger Skiläufer und spätere Zoologe Karl Gruber für sich verbuchen. Im Schülerwettspringen belegte der später bekannte deutsche Skispringer Rudolf Biehler den dritten Rang.